# Milan-San Remo 1911
La 5e édition de la course cycliste, Milan-San Remo a eu lieu le 2 avril 1911 et a été remportée par le Français Gustave Garrigou.

## Classement final
|    | Cycliste          | Pays   | Équipe        | Temps           |
| -- | ----------------- | ------ | ------------- | --------------- |
| 1  | Gustave Garrigou  | France | Alcyon-Dunlop | 9 h 37 min 00 s |
| 2  | Louis Trousselier | France | Alcyon-Dunlop | + 6 min 00 s    |
| 3  | Luigi Ganna       | Italie | Atala-Dunlop  | + 16 min 00 s   |
| 4  | Carlo Galetti     | Italie | Bianchi       | + 20 min 00 s   |
| 5  | Henri Lignon      | France | Alcyon-Dunlop | + 20 min 00 s   |
| 6  | Eugène Christophe | France | Alcyon-Dunlop | + 21 min 00 s   |
| 7  | Dario Beni        | Italie | -             | + 23 min 00 s   |
| 8  | Marcel Godivier   | France | -             | + 23 min 30 s   |
| 9  | Alfredo Sivocci   | Italie | -             | + 23 min 40 s   |
| 10 | Luigi Azzini      | Italie | Legnano       | + 24 min 00 s   |